# VARTA futsal liga 2018/2019
V soubojích 27. ročníku 1. české futsalové ligy 2018/19 (sponzorským názvem Varta futsal liga) se utkalo v základní části (12) 11 týmů dvoukolovým systémem podzim - jaro. Tým Gardenline Litoměřice po 4. kole ze soutěže odstoupil a tak v každém kole měl 1 tým volno. Do vyřazovací částí postoupilo prvních osm týmů v tabulce. Ve vyřazovací části zvítězil tým AC Sparta Praha, který získal svůj první titul. Naopak sestoupily celky VŠB-TU Ostrava a Gardenline Litoměřice.

## Haly a umístění
| Týmy                        | Stadiony                            | Kapacita |
| --------------------------- | ----------------------------------- | -------- |
| Svarog FC Teplice           | Sportovní hala Teplice              | 850      |
| AC Sparta Praha             | UNYP Arena                          | 2500     |
| FK ERA-PACK Chrudim         | Sportovní hala Města Chrudim        | 720      |
| SK Slavia Praha             | Sportovní hala Eden                 | 1000     |
| SK Interobal Plzeň          | Sportovní hala Lokomotiva           | 1500     |
| SK Olympik Mělník           | Sportovní hala Mělník               | 280      |
| Démoni Česká Lípa           | Městská sportovní hala Česká Lípa   | 400      |
| Helas Brno                  | Sportovní hala Vodova               | 3500     |
| Bazooka CF Uherské Hradiště | SC Slovácká Slávia Uherské Hradiště | 450      |
| FTZS Liberec                | Dukla Liberec                       | 1200     |
| VŠB-TU Ostrava              | VŠB Ostrava                         | 275      |
| Gardenline Litoměřice       | Hala Chemik, Lovosice               | 950      |

## Základní část
| Poř. | Tým                         | Z  | V  | R | P  | VG  | OG  | B  |
| ---- | --------------------------- | -- | -- | - | -- | --- | --- | -- |
| 1.   | Svarog FC Teplice           | 20 | 18 | 0 | 2  | 122 | 51  | 54 |
| 2.   | AC Sparta Praha             | 20 | 17 | 0 | 3  | 194 | 48  | 51 |
| 3.   | FK ERA-PACK Chrudim         | 20 | 16 | 2 | 2  | 116 | 27  | 50 |
| 4.   | SK Slavia Praha             | 20 | 13 | 3 | 4  | 101 | 59  | 42 |
| 5.   | SK Interobal Plzeň          | 20 | 10 | 1 | 9  | 110 | 62  | 31 |
| 6.   | SK Olympik Mělník           | 20 | 8  | 2 | 10 | 82  | 129 | 26 |
| 7.   | FC Démoni Česká Lípa        | 20 | 6  | 1 | 13 | 61  | 108 | 19 |
| 8.   | Helas Brno                  | 20 | 5  | 2 | 13 | 56  | 87  | 17 |
| 9.   | CF Bazooka Uherské Hradiště | 20 | 4  | 2 | 14 | 67  | 102 | 14 |
| 10.  | FTZS Liberec                | 20 | 4  | 1 | 15 | 68  | 151 | 13 |
| 11.  | VŠB-TU Ostrava              | 20 | 2  | 0 | 18 | 45  | 198 | 6  |
| 12.  | Gardenline Litoměřice       | 0  | 0  | 0 | 0  | 0   | 0   | 0  |

Poznámky
- Z = Odehrané zápasy; V = Vítězství; R = Remízy; P = Prohry; VG = Vstřelené góly; OG = Obdržené góly; B = Body

|  | Postup do vyřazovací části soutěže  |
|  | Sestup do příslušné skupiny 2. ligy |

### Hráčské statistiky

#### Góly
| Poř. | Hráč            | Tým                 | Gól |
| ---- | --------------- | ------------------- | --- |
| 1.   | Michal Seidler  | AC Sparta Praha     | 42  |
| 2.   | Tomáš Drahovský | AC Sparta Praha     | 39  |
| 3.   | Lukáš Rešetár   | SK Interobal Plzeň  | 27  |
| 4.   | Éverton         | FK ERA-PACK Chrudim | 19  |
| 4.   | Pavel Drozd     | FK ERA-PACK Chrudim | 19  |

#### Asistence
| Poř. | Hráč            | Tým                | Gól |
| ---- | --------------- | ------------------ | --- |
| 1.   | Tomáš Drahovský | AC Sparta Praha    | 37  |
| 2.   | Tomáš Vnuk      | SK Interobal Plzeň | 28  |
| 3.   | Michal Seidler  | AC Sparta Praha    | 27  |
| 3.   | Michal Kovács   | SK Interobal Plzeň | 19  |
| 5.   | Nené            | Svarog FC Teplice  | 18  |

## Vyřazovací část

### Pavouk
|  | Čtvrtfinále | Čtvrtfinále          | Čtvrtfinále |                     |   | Semifinále      | Semifinále | Semifinále |  |  | Finále | Finále         | Finále |
|  |             |                      |             |                     |   |                 |            |            |  |  |        |                |        |
|  | 1           | Svarog Teplice       | 3           |                     |   |                 |            |            |  |  |        |                |        |
|  | 8           | Helas Brno           | 0           |                     |   |                 |            |            |  |  |        |                |        |
|  | 8           | Helas Brno           | 0           |                     | 1 | Svarog Teplice  | 3          |            |  |  |        |                |        |
|  |             |                      |             |                     | 1 | Svarog Teplice  | 3          |            |  |  |        |                |        |
|  |             |                      | 4           | SK Slavia Praha     | 0 |                 |            |            |  |  |        |                |        |
|  | 4           | SK Slavia Praha      | 4           | SK Slavia Praha     | 0 | 3               |            |            |  |  |        |                |        |
|  | 4           | SK Slavia Praha      |             |                     |   | 3               |            |            |  |  |        |                |        |
|  | 5           | SK Interobal Plzeň   | 0           |                     |   |                 |            |            |  |  |        |                |        |
|  |             |                      |             |                     |   |                 |            |            |  |  | 1      | Svarog Teplice | 0      |
|  |             |                      | 2           | AC Sparta Praha     | 3 |                 |            |            |  |  |        |                |        |
|  | 2           | AC Sparta Praha      | 3           |                     |   |                 |            |            |  |  |        |                |        |
|  | 7           | FC Démoni Česká Lípa | 0           |                     |   |                 |            |            |  |  |        |                |        |
|  | 7           | FC Démoni Česká Lípa | 0           |                     | 2 | AC Sparta Praha | 3          |            |  |  |        |                |        |
|  |             |                      |             |                     | 2 | AC Sparta Praha | 3          |            |  |  |        |                |        |
|  |             |                      | 3           | FK ERA-PACK Chrudim | 1 |                 |            |            |  |  |        |                |        |
|  | 3           | FK ERA-PACK Chrudim  | 3           | FK ERA-PACK Chrudim | 1 | 3               |            |            |  |  |        |                |        |
|  | 3           | FK ERA-PACK Chrudim  |             |                     |   | 3               |            |            |  |  |        |                |        |
|  | 6           | SK Olympik Mělník    | 0           |                     |   |                 |            |            |  |  |        |                |        |

### Čtvrtfinále
| Tým A               | Výsledek série | Tým B                | Výsledky jednotlivých zápasů |
| ------------------- | -------------- | -------------------- | ---------------------------- |
| Svarog Teplice      | 3:0            | Helas Brno           | 6:4, 10:0, 4:3               |
| FK ERA-PACK Chrudim | 3:0            | SK Olympik Mělník    | 10:1, 11:2, 11:1             |
| SK Slavia Praha     | 3:0            | SK Interobal Plzeň   | 4:2, 7:5pp, 5:0              |
| AC Sparta Praha     | 3:0            | FC Démoni Česká Lípa | 8:2, 9:1, 9:3                |

### Semifinále
| Tým A           | Výsledek série | Tým B               | Výsledky jednotlivých zápasů |
| --------------- | -------------- | ------------------- | ---------------------------- |
| Svarog Teplice  | 3:0            | SK Slavia Praha     | 5:3, 9:4, 4:2                |
| AC Sparta Praha | 3:1            | FK ERA-PACK Chrudim | 3:0, 4:6p.p., 10:9p.p., 5:3  |

### Finále
| Tým A          | Výsledek série | Tým B           | Výsledky jednotlivých zápasů |
| -------------- | -------------- | --------------- | ---------------------------- |
| Svarog Teplice | 0:3            | AC Sparta Praha | 1:6, 0:4, 0:6                |

### Hráčské statistiky

#### Góly
| Poř. | Hráč            | Tým                 | Gól |
| ---- | --------------- | ------------------- | --- |
| 1.   | Wilde           | AC Sparta Praha     | 16  |
| 2.   | Michal Seidler  | AC Sparta Praha     | 12  |
| 3.   | Éverton         | FK ERA-PACK Chrudim | 11  |
| 4.   | Tomáš Drahovský | AC Sparta Praha     | 9   |
| 4.   | Pavel Drozd     | FK ERA-PACK Chrudim | 9   |

#### Asistence
| Poř. | Hráč            | Tým                 | Gól |
| ---- | --------------- | ------------------- | --- |
| 1.   | Tomáš Drahovský | AC Sparta Praha     | 12  |
| 1.   | Tihomir Novak   | AC Sparta Praha     | 12  |
| 3.   | Tomáš Koudelka  | FK ERA-PACK Chrudim | 8   |
| 4.   | Éverton         | FK ERA-PACK Chrudim | 7   |
| 4.   | Tomáš Vnuk      | SK Interobal Plzeň  | 7   |